# This Is Fine
This Is Fine – szósty album grupy muzycznej CF98, polskich przedstawicieli nurtu muzycznego pop punk / skate punk. Wydawnictwo ukazało się w 2022 roku a jego premiera miała miejsce 2 września. Jest to czwarty z kolei anglojęzyczny album tego zespołu. Płytę promują utwory: „Double Sunrise” i „Plot Twist”. Album został zarejestrowany w studiu Heinrich House Studio w Legionowie i został wydany za pośrednictwem Sound Speed Records przy udziale SBÄM Records. Za produkcję muzyczną odpowiedzialny jest m.in. Ishay Berger z zespołu Useless ID. Album pojawił się w kilku wersjach na winylu, na CD oraz w wersji cyfrowej.

## Lista utworów
| 1.  | Intro               | 0:14  |
|     |                     |       |
| 2.  | Double Sunrise      | 2:49  |
|     |                     |       |
| 3.  | She Doesn’t Like    | 2:51  |
|     |                     |       |
| 4.  | Catastrophist       | 3:00  |
|     |                     |       |
| 5.  | Plot Twist          | 1:12  |
|     |                     |       |
| 6.  | Clever              | 2:45  |
|     |                     |       |
| 7.  | Better Than Cocaine | 1:42  |
|     |                     |       |
| 8.  | Love Is Never Wrong | 2:24  |
|     |                     |       |
| 9.  | Sad But True        | 3:10  |
|     |                     |       |
| 10. | I’m So Tired        | 2:13  |
|     |                     |       |
| 11. | Fuck You            | 3:06  |
|     |                     |       |
| 12. | Infinity Stones     | 2:18  |
|     |                     |       |
| 13. | Get Old Nicely      | 2:51  |
|     |                     |       |
| 14. | One Day At A Time   | 2:40  |
|     |                     |       |
|     |                     | 33:15 |
|     |                     |       |

## Single
1. „Double Sunrise” – 02:49
2. „Plot Twist” – 01:12

## Teledyski promujące album
1. „Double Sunrise”[2]
2. „Plot Twist”[3]

## Twórcy
- Karolina Duszkiewicz – śpiew
- Mateusz Poznański – gitara
- Michał Kurzyk – gitara basowa
- Adrian Majcherek – perkusja

## Realizacja
- Filip „Heinrich” Hałucha – realizacja i nagranie, mix, mastering (Heinrich House Studio)
- Ishay Berger oraz CF98 – produkcja muzyczna

## Okładka albumu
- Dawid Jezierski[4]